# Fabrizio Bertot
Fabrizio Bertot (ur. 23 lutego 1967 w Turynie) – włoski samorządowiec i polityk, eurodeputowany VII kadencji.

## Życiorys
W 1989 ukończył studia ekonomiczne na Uniwersytecie Turyńskim, po czym zajął się prowadzeniem działalności gospodarczej. W 2003 objął stanowisko burmistrza miejscowości Rivarolo Canavese. W 2012 władze miejskie zostały zastąpione zarządem komisarycznym w związku z antymafijną operacją „Minotaur”, w czasie której zatrzymano m.in. jednego z miejskich urzędników. Sam Fabrizio Bertot nie został objęty żadnym postępowaniem karnym. Pełnił także funkcję radnego prowincji Turyn wybranego z listy Sojuszu Narodowego (2004–2009) i radnego miejskiego (2008–2012).
W wyborach w 2009 bez powodzenia kandydował z listy Ludu Wolności do Parlamentu Europejskiego. 12 kwietnia 2013 objął mandat europosła  VII kadencji, z którego zrezygnował wybrany do krajowego Senatu Gabriele Albertini. Przystąpił do grupy Europejskiej Partii Ludowej. Po faktycznym rozwiązaniu PdL został członkiem reaktywowanej partii Forza Italia, później związał się z formacją Bracia Włosi.